# 862
Cette page concerne l'année 862  du calendrier julien.
L'année 862 est une année commune qui commence un jeudi.

## Événements
- 6 juin : début du règne de Al-Musta`in, calife ‘abbasside. Il est déposé par sa garde turque en 866[1].
- Septembre - octobre[2] : le concile de Širakawan est réuni dans le but de fixer la  christologie de l’Église d’Arménie en vue d'un rapprochement avec l’Église byzantine chalcédonienne.

- Début du règne en Inde du roi Pândya Varagunavarman II (Varaguna II). Il tente de conquérir le pays Chola mais est vaincu par les Pallava alliés aux Chola (fin de règne en 880)[3].
- Li Yanxiao, un marchand chinois des Tang vient à Nara, au Japon, avec une suite de quarante-deux personnes[4].

### Europe
- Janvier : 
  - Une troupe de Vikings venus de Saint-Maur-des-Fossés remonte la Marne pour attaquer Meaux. Charles le Chauve accourt de Senlis pour barrer la rivière à Trilbardou par la construction d'un pont fortifié[5].
  - Baudouin Bras-de-Fer enlève à Senlis Judith, fille de Charles le Chauve, et l'épouse[6]. Charles crée le marquisat de Flandre pour son gendre (863 ou 866).
- 31 janvier - 1er février : les Vikings font leur soumission à Charles le Chauve qui leur laisse le passage pour retourner à Saint-Maur. La plupart quittent la Neustrie à la fin de mars, tandis que le chef Weeland reçoit le baptême avec sa famille après avoir prêté hommage au roi[7].
- 1er mars : le roi Louis II le Bègue, en révolte contre son père après sa réconciliation avec Robert le Fort[8], se marie secrètement avec Ansgarde de Bourgogne[9].
- Avril : les Vikings d'Hasteinn sont de retour sur la Loire après leur raid en Méditerranée. Salomon de Bretagne les engage comme mercenaires pour lutter contre les Francs ; il conquiert avec leur appui le Cotentin et l’Avranchin (867). Une partie des Vikings de la Seine sont enrôlés par Robert le Fort contre les Bretons pour 6 000 livres d'argent[8].
- 13 avril : Constantin Ier devient roi d'Écosse[10].
- 19 avril, empire byzantin : Petronas, frère de Bardas Mamikonian, est nommé César[1].
- 24 avril : les moines de Saint-Martin de Tours obtiennent du roi Charles le Chauve le domaine de Léré, en Berry, comme lieu de refuge en cas de raid normand ou breton[8].
- 28 avril : concile d'Aix-la-Chapelle[11]. Annulation du mariage de Theutberge et de Lothaire II.
- 1er mai : les moines de Saint-Philbert, chassés par les Normands, abandonnent Cunault-sur-Loire pour Messac en Poitou ; ceux de Glanfeuil (Saint-Maur-sur-Loire) fuient le même mois vers Échemiré en Anjou puis le Mêle-sur-Sarthe[8].
- Juin : Charles le Chauve tient une assemblée générale à Pîtres[12]. Il est décidé la construction de fortifications sur la Seine pour empêcher les Normands de la remonter.
- Août : concile de Soissons. Louis le Bègue fait sa soumission à son père Charles le Chauve au concile de Pîtres transféré à Soissons ; il reçoit le comté de Meaux et l'abbaye de Saint-Crépin[8]. Excommunication de Baudouin Bras-de-Fer[13].
- 17 septembre : consécration de la deuxième cathédrale de Reims en présence de Charles le Chauve et d'Hincmar[14].

- Premier raid magyar (hongrois) sur les pays germaniques[15]. Les Hongrois, établis à Etelköz, près du Don, s’aventurent sur le territoire franc[16].
- Début du règne de Riourik, premier prince de Novgorod (site de Gorodichtche sur le lac Ilmen) (fin en 879). Des tribus slaves et finnoises (Tchoudes, Slovènes, Krivitches et Mériens, voire d'autres) invitent trois Varègues (Rús), Riourik (Hrærikr) et ses frères Sinéous et Trouvor, à régner respectivement sur Novgorod, Beloozero et Izborsk[17]. À la mort de Sinéous et Trouvor deux ans plus tard, Riourik exerce seul l’autorité. Il répartit les villes (Polotsk, Rostov, Beloozero) entre les hommes de sa suite.
- Première mention des villes de Mourom, Polotsk, Smolensk, Rostov, Beloozero et Izborsk selon la Chronique des temps passés.

## Art
- Dans l'actuelle Tunisie, le prince aghlabide Aboul Ibrahim ordonne la réalisation d'un précieux minbar (chaire destinée au prêche du vendredi) pour la grande mosquée de Kairouan. La chaire, réalisée en bois de teck et constituée de plus de 300 pièces finement sculptées d'une grande richesse ornementale, est le plus ancien minbar du monde musulman encore conservé à son emplacement d'origine[18],[19].